# 1811 na literatura

## Nascimentos
| Data           | Nome                        | Profissão | Nacionalidade  | Observações | Ref |
| -------------- | --------------------------- | --------- | -------------- | ----------- | --- |
| 1 de Fevereiro | Arthur Hallam               | poeta     | Inglaterra     | m. 1833     |     |
| 14 de Junho    | Harriet Beecher Stowe       | escritora | Estados Unidos | m. 1896     |     |
| 18 de Julho    | William Makepeace Thackeray | novelista | Inglaterra     | m. 1863     |     |
| 31 de Agosto   | Théophile Gautier           | escritor  | França         | m. 1872     |     |

## Mortes
| Data           | Nome                | Profissão | Nacionalidade  | Observações | Ref |
| -------------- | ------------------- | --------- | -------------- | ----------- | --- |
| 11 de Novembro | Tenreiro Aranha     | escritor  | Brasil Colônia | n. 1769     |     |
| 21 de Novembro | Heinrich von Kleist | poeta     | Alemanha       | n. 1777     |     |